# Hawker Aircraft
«Хо́кер» (англ. Hawker Aircraft) — британская авиастроительная компания, существовавшая с 1920 по 1963 год.
Одной из наиболее известных разработок «Хокер Эйкрафт» является истребитель «Харрикейн».

## История
На фоне начавшейся в сентябре 1920 ликвидации компании «Sopwith Aviation Company» некоторые активы компании были совместно выкуплены Томасом Сопвичем (основатель компании), Фредериком Сигристом (один из ключевых управляющих компании), Биллом Эйром и Гарри Хоукером (летчик-испытатель компании «Sopwith»). 15 ноября 1920 года в городе Кингстон-апон-Темза ими была зарегистрирована новая акционерная компания «H.G. Hawker Engineering Co. Ltd.» с уставным капиталом в 20 000 фунтов стерлингов, получившая права и патенты на производимые ранее «Sopwith» самолеты и мотоциклы.
Первоначально деятельность компании сосредоточилась на разработке и производстве мотоциклов «Hawker», а так же производстве алюминиевых кузовов для автомобилей компании AC Cars и частных заказчиков. Полученный в 1922 году контракт на ремонт и восстановление крупной партии истребителей Sopwith Snipe, которыми в первой половине 1920 годов перевооружались летные части Королевских военно-воздушных силы Великобритании, принес компании первый финансовый успех, позволивший начать проектирование новых самолетов.
В 1922 году Министерство авиации Великобритании заказало у компании разработку двух самолетов: двух- или трехместного разведчика с двигателем Armstrong Siddeley Jaguar или Bristol Jupiter и малого одноместного истребителя, также с двигателем Armstrong Siddeley Jaguar. Спроектированные прототипы самолетов, двухместный разведчик Hawker Duiker и одноместный ночной истребитель Hawker Woodcock, продемонстрировали крайне неудовлетворительные летные характеристики. Под руководством нового главного конструктора компании Джорджа Картера (бывшего с 1916 по 1920 год главным чертежником «Sopwith Aviation Company») был разработан новый прототип Hawker Woodcock Mk II с двигателем Bristol Jupiter, показавший на испытаниях значительно лучшие результаты. Самолет был принят на вооружение RAF и стал первым истребителем компании выпускавшимся крупной серией.

## Продукция
- Hawker Duiker 1923 прототип — первый собственный проект Хокера[кто?], построен 1 экземпляр, J6918[8][9]
- Hawker Woodcock 1923
- Hawker Cygnet 1924
- Hawker Hedgehog 1924 прототип
- Hawker Horsley 1925
- Hawker Heron 1925
- Hawker Hornbill 1925
- Hawker Danecock 1925
- Hawker Harrier 1927 прототип
- Hawker Hawfinch 1927
- Hawker Hart 1928
- Hawker F.20/27 1928 прототип
- Hawker Hoopoe 1928
- Hawker Tomtit 1928
- Hawker Hornet 1929
- Hawker Osprey 1929
- Hawker Nimrod 1930
- Hawker Fury 1931
- Hawker Audax 1931
- Hawker Dantorp1932
- Hawker Demon 1933
- Hawker P.V.3 1934 прототип
- Hawker Hardy 1934
- Hawker Hind 1934
- Hawker P.V.4 1934 прототип
- Hawker Hartbees 1935
- Hawker Hurricane 1935
  - Hawker Sea Hurricane
- Hawker Hector 1936
- Hawker Henley 1937
- Hawker Hotspur 1938
- Hawker Tornado 1939
- Hawker Typhoon 1940
- Hawker Tempest 1942
- Hawker F.2/43 Fury 1943 прототип
- Hawker Sea Fury 1944
- Hawker P.1040 1947 прототип
- Hawker Sea Hawk 1947
- Hawker P.1052 1948 прототип
- Hawker P.1072 1950 прототип
- Hawker P.1078 Prototype
- Hawker P.1081 1950 прототип
- Hawker Hunter 1951
- Hawker P.1103 1950-е прототип
- Hawker P.1121 Конец 1950-х прототип
- Hawker P.1127 1960 прототип
- Hawker P.1214